# Patrik Ulrich
Patrik Ulrich (narozen jako Patrik Božanić, * 18. května 1988 Pardubice) je český režisér, scenárista a hudebník s chorvatskými kořeny.

## Životopis
Do svých 6 let užíval příjmení svého otce (Slobodan Božanić), kterého nikdy v životě nepoznal. Otcova kameramanská profese ho však předurčila ke kariéře v audiovizi. Od roku 2015 spolupracuje jako scenárista, režisér a producent s Českou televizí.
Etabloval se především jako tvůrce dokumentárních portrétů a minisérií, přičemž největší úspěch zaznamenaly dokumenty Štace Miloně Čepelky a Hapka-Horáček: Potměšilí hosté.
Natočil pseudodokumentární seriál Stopy Járy Cimrmana, ve kterém herci slavného divadla putují po odkazu světem neuznaného génia. K většině svým filmovým i scénickým projektům je rovněž autorem hudby.
Je také známý jako autor písní a šansonů s výraznou melodickou invencí, převážně na texty Miloně Čepelky, se kterým vytvořil v roce 2021 projekt Šansonárium.

### Mládí a studia

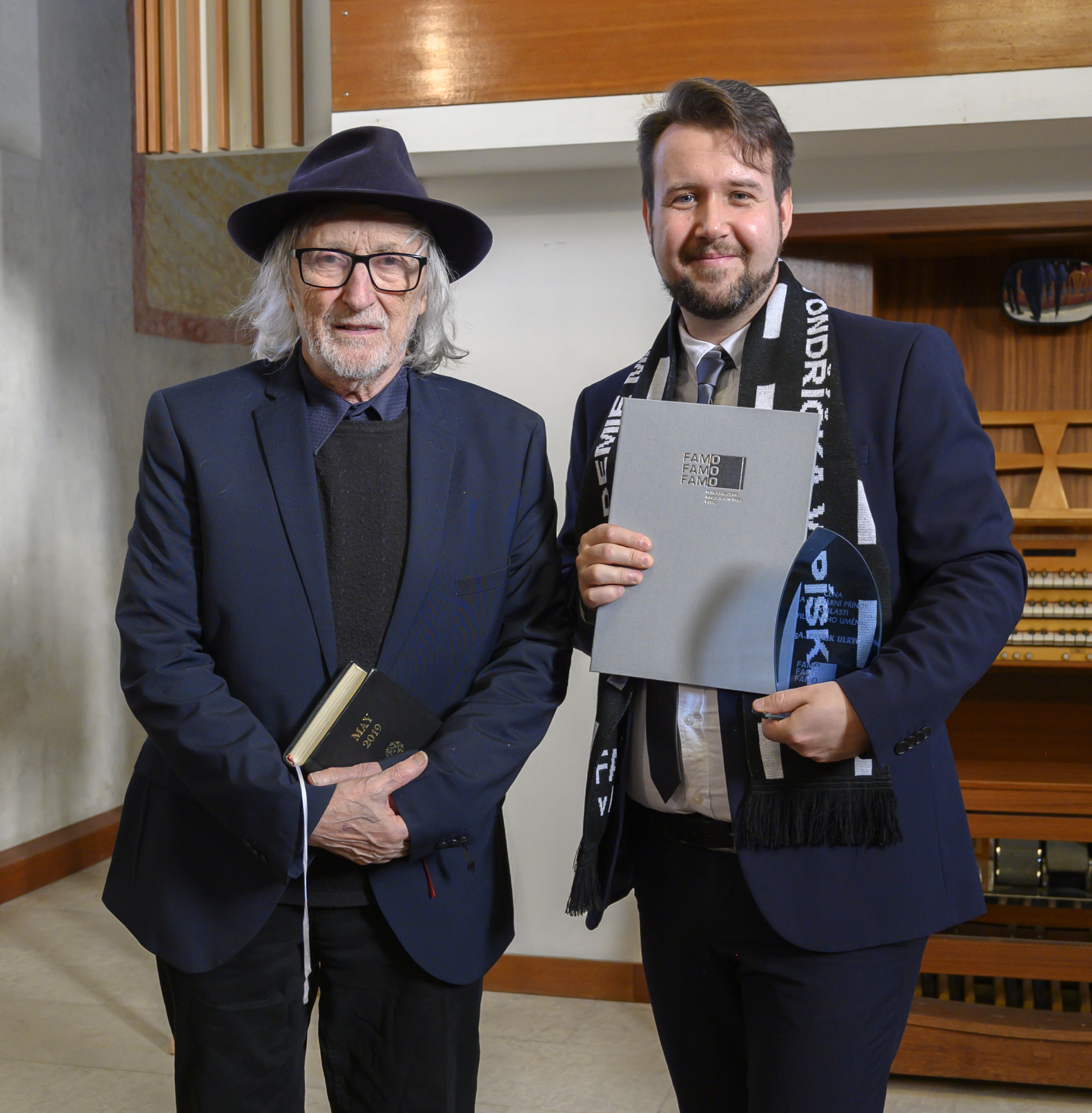
S Jurajem Jakubiskem na promocích Filmové akademie

Už jako malé dítě přičichl Patrik Ulrich k divadlu, především díky svému českému dědečkovi, který pracoval jako umělecký truhlář ve Východočeském divadle v Pardubicích. I proto se rád do svého rodiště vrací a od roku 2022 režíruje ve Východočeském divadle pravidelně závěrečný galavečer Grandfestivalu smíchu.
Vztah k hudbě podědil po své matce Haně, která byla v mládí učitelkou klavíru. Částečnému hudebnímu vzdělání se mu dostalo díky tetě, která byla profesorkou klavíru na konzervatoři v Pardubicích. Jeho strýc byl violistou královské opery v Belgii, kde částečně pobývala i jeho matka a kde působí i jeho bratranec, který je profesionálním houslistou. V tomto rodinném hudebním zázemí získal vztah ke hře na klavír a klasické hudební i písňové kompozici.
Jako svou hlavní životní profesi si však vybral audiovizi, kterou vystudoval na Filmové akademii Miroslava Ondříčka v Písku. Magisterské studium režie hraného filmu absolvoval v ateliéru prof. Juraje Jakubiska. Na bakalářském studiu absolvoval obor scenáristika a dramaturgie u spisovatelky Lenky Procházkové, která v něm probudila zálibu psaní scénářů i literatury. Během studií na vysoké škole tak vznikla jeho knižní publikace - Jiří Hubač: Šlechtic příběhů, jenž je biografií slavného českého scenáristy.

## Tvorba

### Televizní a reklamní
Mezi jeho blízké spolupracovníky patří střihač a kameraman František Svěrák, se kterým vytvořil celou řadu úspěšných televizních titulů (Waldorfská škola, Skromný klasik Luboš Sluka, Štace Miloně Čepelky, Perspektiva Ivana Mládka, Krajinou soch ad.), ale také sérii reklamních spotů na oblíbené sirupy KITL, v hlavní roli s Miloněm Čepelkou.
Mezi další ceněné televizní projekty patří již zmiňované Stopy Járy Cimrmana, ke kterým napsal scénář ve spolupráci se Zdeňkem Svěrákem, nebo dokumentární portréty Múzy Václava Hudečka, Hapka-Horáček: Potměšilí hosté, či celovečerní dokument Štěstí Karla Vágnera.
Úzce spolupracuje také s kameramanem Janem Hubačem, se kterým vytvořil úspěšný televizní cyklus komorních koncertů s názvem Hudební návštěva v muzeu. Řada jeho dokumentů měla premiéru na Mezinárodním televizním festivalu Zlatá Praha.

### Divadelní a hudební
Patrik Ulrich je autorem desítek koncertních písní a šansonů především na texty cimrmanologa a básníka Miloně Čepelky. Je rovněž autorem instrumentální hudby pro klavír a 7 smyčcových nástrojů k Čepelkově audioknize Josefové, která vyšla v roce 2025 ve vydavatelství Supraphon. Jako klavírista a autor hudby působí v projektu Šansonárium, po boku Miloně Čepelky a šansoniérky Elišky Lüftnerové. Doprovází ale také jiné zpěvačky (např. Petru Hapkovou nebo Petru Tenorovou).
Na divadelní prkna přivedl jako debutující režisér úspěšnou rakouskou komedii Sladké plody reality, dramatika Stephana Vögela, kterou v české premiéře nastudoval ve Strašnickém divadle. Spolupracuje rovněž s rozhlasovým moderátorem Tomášem Malečkem na projektech spojených s Divadlem Járy Cimrmana. V roce 2022 složil hudbu pro studentské přestavení Národního divadla v Praze „Práce všeho soudruhu“ na motivy života a díla Ondřeje Sekory.

### Televizní režie (výběr)
- 2017 – Obrazy, pohádky a sny

- 2018 – Tři Grácie Juraje Jakubiska

- 2019 – Waldorfská škoda

- 2020 – Skromný klasik Luboš Sluka

- 2021 – Štace Miloně Čepelky

- 2022 – Múzy Václava Hudečka

- 2023 – Perspektiva Ivana Mládka

- 2023, 2027 – Stopy Járy Cimrmana (2. série)

- 2024 – Hapka-Horáček: Potměšilí hosté

- 2024 – Štěstí Karla Vágnera

- 2025 – Krajinou soch

### Divadelní režie
- 2024 – Sladké plody reality

### Knižní publikace
- 2019 – Jiří Hubač: Šlechtic příběhů

### Hudební tvorba
- 2021 – Šansonárium – písňový recitál

- 2022 – Práce všeho soudruhu – hudba k divadelní hře letního kurzu ND Young

- 2024 – Sladké plody reality – hudba k divadelní hře Stephana Vögela